# اما لین
 اما لین (انگلیسی: Emma Johanna Laine؛ زاده ۲۶ مارس ۱۹۸۶) یک تنیس‌باز اهل فنلاند است.